# Monolistra calopyge
Monolistra calopyge é uma espécie de crustáceo da família Sphaeromatidae.
É endémica da Eslovénia.